# 볼턴 폴 디파이언트

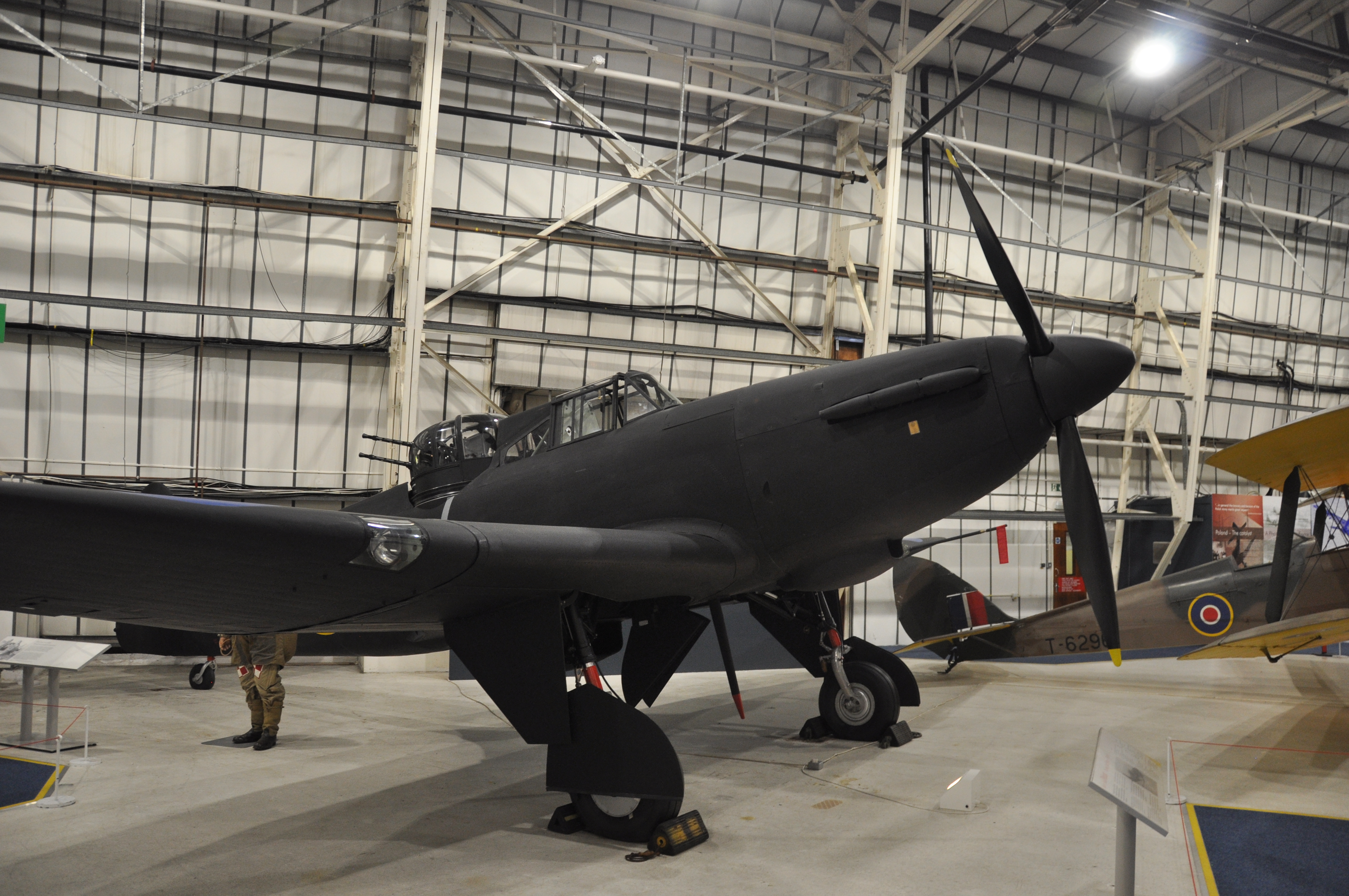
볼튼 폴 디파이언트

볼튼 폴 디파이언트는 제 2차 세계대전 당시의 영국 공군 전투기이다. 폭격기 요격용으로 개발된 점이 있기에, 요격기로도 볼 수 있다. 이 기종은 호커 허리케인, 슈퍼마린 스핏파이어보다 먼저 나왔으면서도 동일한 엔진을 가주고 있으며, 특이하게도 전방에 고정기총 없이 후방에 포탑이 달린 전투기라는 것이다. 그러나, 이 점은 훗날 치명적인 단점이 되는데 그이유는 바로 전방 공격 무기가 없다는 점이다. 거기에 회전포탑도 프로펠러 등의 문제로 인해 전방을 공격할 수 없다. 또한 최고속도가 481km/h이 되는데 그치는데, 이것은 상대였던 Bf 109 E형에도 못미치는 것이다.
다만 야간 요격전이나 폭격기 후방사수 훈련기로서는 쓸만했다고 한다.